# Gran Premi d'Austràlia del 2013
El Gran Premi d'Austràlia de Fórmula 1 de la temporada 2013 s'ha disputat al circuit d'Albert Park, del 15 al 17 de març del 2013.

## Resultats de la qualificació
| Pos                             | No | Pilot               | Constructor          | Part 1   | Part 2   | Part 3   | Sortida |
| ------------------------------- | -- | ------------------- | -------------------- | -------- | -------- | -------- | ------- |
| 1                               | 1  | Sebastian Vettel    | Red Bull-Renault     | 1:44.657 | 1:36.745 | 1:27.407 | 1       |
| 2                               | 2  | Mark Webber         | Red Bull-Renault     | 1:44.472 | 1:36.524 | 1:27.827 | 2       |
| 3                               | 10 | Lewis Hamilton      | Mercedes             | 1:45.456 | 1:36.625 | 1:28.087 | 3       |
| 4                               | 4  | Felipe Massa        | Ferrari              | 1:44.635 | 1:36.666 | 1:28.490 | 4       |
| 5                               | 3  | Fernando Alonso     | Ferrari              | 1:43.850 | 1:36.691 | 1:28.493 | 5       |
| 6                               | 9  | Nico Rosberg        | Mercedes             | 1:43.380 | 1:36.194 | 1:28.523 | 6       |
| 7                               | 7  | Kimi Räikkönen      | Lotus-Renault        | 1:45.545 | 1:37.517 | 1:28.738 | 7       |
| 8                               | 8  | Romain Grosjean     | Lotus-Renault        | 1:44.284 | 1:37.641 | 1:29.013 | 8       |
| 9                               | 14 | Paul di Resta       | Force India-Mercedes | 1:45.601 | 1:36.901 | 1:29.305 | 9       |
| 10                              | 5  | Jenson Button       | McLaren-Mercedes     | 1:44.688 | 1:36.644 | 1:30.357 | 10      |
| 11                              | 11 | Nico Hülkenberg     | Sauber-Ferrari       | 1:45.930 | 1:38.067 |          | 11      |
| 12                              | 15 | Adrian Sutil        | Force India-Mercedes | 1:47.330 | 1:38.134 |          | 12      |
| 13                              | 18 | Jean-Éric Vergne    | Toro Rosso-Ferrari   | 1:44.871 | 1:38.778 |          | 13      |
| 14                              | 19 | Daniel Ricciardo    | Toro Rosso-Ferrari   | 1:46.450 | 1:39.042 |          | 14      |
| 15                              | 6  | Sergio Pérez        | McLaren-Mercedes     | 1:44.400 | 1:39.900 |          | 15      |
| 16                              | 17 | Valtteri Bottas     | Williams-Renault     | 1:47.328 | 1:40.290 |          | 16      |
| 17                              | 16 | Pastor Maldonado    | Williams-Renault     | 1:47.614 |          |          | 17      |
| 18                              | 12 | Esteban Gutiérrez   | Sauber-Ferrari       | 1:47.776 |          |          | 18      |
| 19                              | 22 | Jules Bianchi       | Marussia-Cosworth    | 1:48.147 |          |          | 19      |
| 20                              | 23 | Max Chilton         | Marussia-Cosworth    | 1:48.909 |          |          | 20      |
| 21                              | 21 | Giedo van der Garde | Caterham-Renault     | 1:49.519 |          |          | 21      |
| Temps de tall - 107% : 1:50.616 |    |                     |                      |          |          |          |         |
| 22                              | 20 | Charles Pic         | Caterham-Renault     | 1:50.626 |          |          | 221     |
| Font:                           |    |                     |                      |          |          |          |         |

Notes
- ^1  — Charles Pic no superar el temps de tall que marca la regla del 107% però és readmès en la cursa pels comissaris pels seus temps als entrenaments.

## Resultats de la Cursa
| Pos   | No | Pilot               | Constructor          | Voltes | Temps / Retirada  | Pos.Sortida | Punts |
| ----- | -- | ------------------- | -------------------- | ------ | ----------------- | ----------- | ----- |
| 1     | 7  | Kimi Räikkönen      | Lotus-Renault        | 58     | 1h 30' 03. 225    | 7           | 25    |
| 2     | 3  | Fernando Alonso     | Ferrari              | 58     | + 12.4 s          | 5           | 18    |
| 3     | 1  | Sebastian Vettel    | Red Bull-Renault     | 58     | + 22.3 s          | 1           | 15    |
| 4     | 4  | Felipe Massa        | Ferrari              | 58     | + 33.5 s          | 4           | 12    |
| 5     | 10 | Lewis Hamilton      | Mercedes             | 58     | + 45.5 s          | 3           | 10    |
| 6     | 2  | Mark Webber         | Red Bull-Renault     | 58     | + 46.8 s          | 2           | 8     |
| 7     | 15 | Adrian Sutil        | Force India-Mercedes | 58     | + 1'05.0 min.     | 12          | 6     |
| 8     | 14 | Paul di Resta       | Force India-Mercedes | 58     | + 1'08.4 min.     | 9           | 4     |
| 9     | 5  | Jenson Button       | McLaren-Mercedes     | 58     | + 1'21.6 min.     | 10          | 2     |
| 10    | 8  | Romain Grosjean     | Lotus-Renault        | 58     | + 1'22.7 min.     | 8           | 1     |
| 11    | 6  | Sergio Pérez        | McLaren-Mercedes     | 58     | +1' 23.3 min.     | 15          |       |
| 12    | 18 | Jean-Éric Vergne    | Toro Rosso-Ferrari   | 58     | + 1' 23.8 min.    | 13          |       |
| 13    | 12 | Esteban Gutiérrez   | Sauber-Ferrari       | 57     | + 1 Volta         | 18          |       |
| 14    | 17 | Valtteri Bottas     | Williams-Renault     | 57     | + 1 Volta         | 16          |       |
| 15    | 22 | Jules Bianchi       | Marussia-Cosworth    | 57     | + 1 Volta         | 19          |       |
| 16    | 20 | Charles Pic         | Caterham-Renault     | 56     | + 2 Voltes        | 22          |       |
| 17    | 23 | Max Chilton         | Marussia-Cosworth    | 56     | + 2 Voltes        | 20          |       |
| 18    | 21 | Giedo van der Garde | Caterham-Renault     | 56     | + 2 Voltes        | 21          |       |
| Ret   | 19 | Daniel Ricciardo    | Toro Rosso-Ferrari   | 39     | Retirat           | 14          |       |
| Ret   | 9  | Nico Rosberg        | Mercedes             | 26     | Prob. elèctrics   | 6           |       |
| Ret   | 16 | Pastor Maldonado    | Williams-Renault     | 24     | Virolla           | 17          |       |
| NVS   | 11 | Nico Hülkenberg     | Sauber-Ferrari       | 0      | Bomba de Gasolina | 11          |       |
| Font: |    |                     |                      |        |                   |             |       |